# دد لیند
ددِ لیند (انگلیسی: DeDe Lind؛ زادهٔ ۱۵ آوریل ۱۹۴۷ - درگذشته ۴ فوریه ۲۰۲۰) یک مدل گلامور بود که بیشتر به خاطر حضورش به عنوان همبازی ماه مجله پلی بوی در سال ۱۹۶۷ شهرت دارد.